# Recebedores da Cruz de Cavaleiro da Cruz de Ferro: U
A Cruz de Cavaleiro da Cruz de Ferro (em alemão:  Ritterkreuz des Eisernen Kreuzes) foi a maior condecoração militar concedida pela Alemanha Nazi durante a Segunda Guerra Mundial. Era concedida a militares de todas as patentes, deste um soldado até um Marechal de Campo e por diversos motivos que incluíam os atos de bravura de um soldado em batalha, um piloto de caça por ter abatido um número significativo de aeronaves inimigas e o hábil comando das tropas durante a batalha. Os condecorados eram enaltecidos pela propaganda alemã, tendo eles recebido grande atenção por parte da publicidade. Eram vendidos, por exemplo, porta retratos com as fotos dos últimos condecorados. Eles ainda eram convidados a discursar aos trabalhadores das fábricas envolvidas no esforço de guerra.
Desde a sua primeira condecoração concedida no dia 30 de setembro de 1939, até a sua última condecoração no dia 17 de junho de 1945, ela foi entregue a 7321 soldados. O número de condecorados é baseado na análise da comissão dos Recebedores da Cruz de Cavaleiro (AKCR). Foi concedida para os três ramos da Wehrmacht: Heer (exército terrestre alemão), Luftwaffe (força aérea) e Kriegsmarine (marinha) além da Waffen-SS, Reichsarbeitsdienst (serviço de trabalho do Reich) e Volkssturm (milícia nacional). Além dos soldados alemães, a condecoração também foi concedida para 43 estrangeiros, aliados do Terceiro Reich.
Walther-Peer Fellgiebel, que foi o ex-presidente e chefe da comissão de ordem do AKCR, escreveu um livro no ano de 1986 onde listou os condecorados com a Cruz de Cavaleiro, intitulado: Die Träger des Ritterkreuzes des Eisernen Kreuzes 1939–1945 — Die Inhaber der höchsten Auszeichnung des Zweiten Weltkrieges aller Wehrmachtsteile — Os portadores da Cruz de Cavaleiro da Cruz de Ferro 1939-1945 - Os proprietários do maior prêmio da Segunda Guerra Mundial de todos os ramos da Wehrmacht. Lançou a segunda edição de seu livro no ano de 1996, onde retirou 11 condecorados da lista original. Já o autor e historiador Veit Scherzer lançou tem dúvida sobre a condecoração de 193 dos listados, a maioria destes condecorados no ano de 1945, quando os acontecimentos dos últimos dias do Terceiro Reich deixaram um número de indicações incompletas e até várias fases do processo de aprovação estavam incompletas. O livro escrito por Scherzer foi em cooperação com o Arquivo Federal da Alemanha. Este livro foi escolhido pelo professor Dr. Franz W. Seidler para a Universidade da Bundeswehr de Munique e Deutsche Dienststelle (WASt), sendo considerado como uma referência aceita nestes dois lugares.

## Criação
A Cruz de Cavaleiro da Cruz de Ferro e seus graus mais altos foram baseados em quatro diferentes decretos. O primeiro decreto Reichsgesetzblatt I S. 1573 de 1 de setembro de 1939 instituiu a Cruz de Ferro (Eisernes Kreuz) e Cruz de Cavaleiro da Cruz de Ferro e a Grande Cruz da Cruz de Ferro (Großkreuz des Eisernen Kreuzes). O segundo artigo do decreto especifica que para ser condecorado com uma classe superior deveria ser primeiramente condecorado com todas as classe precedentes. Com o progresso da guerra, alguns do condecorados foram se destacando, sendo necessária um novo grau da condecoração, sendo então instituído no dia 3 de junho de 1940 o decreto Reichsgesetzblatt I S. 849 que criou a Cruz de Cavaleiro da Cruz de Ferro com Folhas de Carvalho.
Foram criados no dia 28 de setembro de 1941 dois graus da Cruz de Cavaleiro com o decreto Reichsgesetzblatt I S. 613, a Cruz de Cavaleiro da Cruz de Ferro com Folhas de Carvalho e Espadas Ritterkreuz des Eisernen Kreuzes mit Eichenlaub und Schwertern e a Cruz de Cavaleiro da Cruz de Ferro com Folhas de Carvalho, Espadas e Diamantes Ritterkreuz des Eisernen Kreuzes mit Eichenlaub, Schwertern und Brillanten. No final de 1944 o último grau da Cruz de Cavaleiro, a Cruz de Cavaleiro da Cruz de Ferro com Folhas de Carvalho Douradas, Espadas e Diamantes Ritterkreuz des Eisernen Kreuzes mit goldenem Eichenlaub, Schwertern und Brillanten a condecoração foi criada com o decreto Reichsgesetzblatt 1945 I S. 11 de 29 de dezembro de 1944.

## Condecorados
Aqui estão listados 32 condecorados com a Cruz de Cavaleiro da Cruz de Ferro da Wehrmacht e Waffen-SS, cujos sobrenomes se iniciam com a letra "U", estando ordenados em ordem alfabética pelo sobrenome. Destes, quatro foram mais tarde condecorados com a Cruz de Cavaleiro da Cruz de Ferro com Folhas de Carvalho e uma condecoração foi entregue de maneira póstuma. Foram condecorados 23 membros do Heer, sete da Luftwaffe e dois da Waffen-SS.
| Nome                              | Serviço   | Patente                                          | Ocupação e unidade                                                                   | Data de condecoração    | Notas                                       | Imagem |
| --------------------------------- | --------- | ------------------------------------------------ | ------------------------------------------------------------------------------------ | ----------------------- | ------------------------------------------- | ------ |
| Kurt Ubben+                       | Luftwaffe | Oberleutnant                                     | Staffelkapitän do 8./Jagdgeschwader 77                                               | 4 de setembro de 1941   | 80. Folhas de Carvalho 12 de março de 1942  | —      |
| Otto Ude                          | Heer      | Oberwachtmeister                                 | Líder de pelotão no 1./Radfahr-Abteilung 30                                          | 15 de janeiro de 1943   | —                                           | —      |
| Dr.-Ing. h.c. Ernst Udet          | Luftwaffe | General der Flieger                              | Generalluftzeugmeister im OKL                                                        | 4 de julho de 1940      | —                                           |        |
| Klaus Uebe                        | Luftwaffe | Generalmajor                                     | Chief do general staff of Luftflotte 2                                               | 9 de junho de 1944      | —                                           | —      |
| Friedrich Überschaar              | Heer      | Hauptmann                                        | Líder do III./Gebirgsjäger-Regiment 91                                               | 9 de dezembro de 1944   | —                                           | —      |
| Eugen Ueltzhöfer                  | Heer      | Gefreiter                                        | Motorista no 3./Artillerie-Lehr-Regiment 5 (motorizado) da fortaleza de Schneidemühl | 12 de fevereiro de 1945 | —                                           | —      |
| Hans Uhde                         | Heer      | Oberleutnant da reserva                          | Líder do 11./Grenadier-Regiment 424                                                  | 15 de janeiro de 1943   | —                                           | —      |
| [Dr.] Hans Uhl                    | Heer      | Hauptmann                                        | Líder do II./Grenadier-Regiment 430                                                  | 22 de janeiro de 1943   | —                                           | —      |
| Rudolf Uhl                        | Heer      | Leutnant                                         | Adjudant do II./Gebirgsjäger-Regiment 141                                            | 5 de novembro de 1944   | —                                           | —      |
| Alexander Uhlig                   | Luftwaffe | Oberfeldwebel da reserva                         | Líder de pelotão no 16./Fallschirmjäger-Regiment 6                                   | 29 de outubro de 1944   | —                                           | —      |
| [Dr.] Gottfried Uhlig             | Heer      | Hauptmann                                        | Comandante do II./Grenadier-Regiment 43                                              | 26 de novembro de 1944  | —                                           | —      |
| Martin Uhlig                      | Heer      | Hauptmann                                        | Comandante do schwere Panzer-Jäger-Abteilung 88                                      | 11 de março de 1945     | —                                           | —      |
| Franz Uhren                       | Heer      | Feldwebel                                        | Líder de pelotão no 13./Grenadier-Regiment 366                                       | 28 de outubro de 1944   | —                                           | —      |
| Max Ulich                         | Heer      | Oberst                                           | Comandante do Grenadier-Regiment 15 (motorizado)                                     | 2 de novembro de 1943   | —                                           | —      |
| Karl Ullrich+                     | Waffen-SS | SS-Sturmbannführer                               | Comandante do SS-Pionier-Bataillon 3 "Totenkopf"                                     | 19 de fevereiro de 1942 | 480. Folhas de Carvalho 14 de maio de 1944  | —      |
| Ulrich Ulms                       | Heer      | Oberstleutnant im Generalstab (do General Staff) | Chief do general staff Korpsgruppe "von Gottberg" (XII. SS-Armeekorps)               | 12 de agosto de 1944    | —                                           | —      |
| Emil Ulrich                       | Heer      | Unteroffizier                                    | Líder de Grupo no 5./Grenadier-Regiment "Feldherrnhalle"                             | 7 de fevereiro de 1945  | —                                           | —      |
| Willibald Unfried                 | Heer      | Gefreiter                                        | 1st machine artilheiro do 9./Grenadier-Regiment 213                                  | 4 de março de 1942      | —                                           | —      |
| Heinz Unger                       | Heer      | Hauptmann                                        | Chief do 1./Schützen-Regiment 10                                                     | 4 de setembro de 1941   | —                                           | —      |
| Willy Unger                       | Luftwaffe | Fahnenjunker-Feldwebel                           | Piloto no IV.(Sturm)/Jagdgeschwader 3 "Udet"                                         | 23 de outubro de 1944   | —                                           | —      |
| Georg von Unold                   | Heer      | Oberst im Generalstab (do General Staff)         | Líder da 227. Infanterie-Division                                                    | 20 de março de 1945     | —                                           | —      |
| Heinz Unrau?                      | Luftwaffe | Major                                            | Gruppenkommandeur do I./Kampfgeschwader 51                                           | 1 de maio de 1945       | —                                           | —      |
| Martin Unrein+                    | Heer      | Oberst                                           | Comandante do Panzergrenadier-Regiment 4                                             | 10 de setembro de 1943  | 515. Folhas de Carvalho 26 de junho de 1944 | —      |
| Kurt Unruh                        | Luftwaffe | Oberleutnant                                     | Piloto no 2./Kampfgeschwader 53 "Legion Condor"                                      | 29 de fevereiro de 1944 | —                                           | —      |
| Johannes Unruhe                   | Heer      | Oberfeldwebel                                    | Líder de pelotão no 2./Panzer-Aufklärungs-Abteilung 12                               | 28 de março de 1945     | —                                           | —      |
| Horst von Usedom+                 | Heer      | Major                                            | Comandante do Kradschützen-Bataillon 61                                              | 31 de dezembro de 1941  | 809. Folhas de Carvalho 28 de março de 1945 | —      |
| Christian Usinger                 | Heer      | Generalmajor                                     | Líder da 81. Infanterie-Division                                                     | 15 de setembro de 1944  | —                                           | —      |
| Horst Freiherr von Uslar-Gleichen | Heer      | Major                                            | Comandante do Panzer-Abteilung 190                                                   | 11 de julho de 1944     | —                                           | —      |
| Richard Utgenannt                 | Waffen-SS | SS-Hauptscharführer                              | Chief do 3./SS-Sturmgeschütz-Abteilung 4                                             | 16 de novembro de 1944  | —                                           | —      |
| Konrad Uthe                       | Heer      | Major                                            | Comandante do Panzergrenadier-Lehr-Regiment 901                                      | 12 de agosto de 1944*   | Morto em combate 25 de junho de 1944        | —      |
| Ewald Utta                        | Heer      | Leutnant da reserva                              | Líder do 5./Grenadier-Regiment 944                                                   | 23 de outubro de 1944   | —                                           | —      |
| Willibald Utz                     | Heer      | Oberst                                           | Comandante do Gebirgsjäger-Regiment 100                                              | 21 de junho de 1941     | —                                           | —      |